# Item (Test)
Item oder Testitem oder Testfrage werden die einzelnen Aufgaben oder Fragen eines psychologischen Tests oder Fragebogens genannt. 
Die Items sind einem bestimmten zu messenden (latenten) Merkmal zugeordnet (vgl. Operationalisierung) und liefern einen Wert (Punktwert siehe auch Indikator (Sozialwissenschaften)), der im einfachsten Falle über alle Items zu einem Rohwert für das Merkmal verrechnet wird.

## Definition
Items bestehen aus 
- dem „Itemstamm“ (der Frage, Aussage oder Aufgabe)
- dem Antwortformat (Art der Antwortabgabe, bei Auswahlantworten die möglichen Alternativen)
- sowie den Bewertungskriterien für die Antwort.

Der Grad der Standardisierung kann sich unterscheiden – z. B. vorgegebene Frage, freie Beantwortung, vorgegebene Bewertungskriterien.
Die Antwort auf ein Item (eine Testfragen) ist ein Indikator (Sozialwissenschaften).

## Wortherkunft
Das Wort ist ein Anglizismus (wird auch englisch ausgesprochen), dessen lateinische Wurzel ursprünglich für „weitere Fragepunkte“ bei Fragebögen gebräuchlich war. Es wird heute aber für alle Aufgabentypen von Tests verwendet.